# Torre de Don Lucas
La torre de Don Lucas es una estructura de origen islámico, probablemente realizada bajo el Imperio almohade en el siglo XII. Se encuentra ubicada a las afueras de La Victoria y es considerada la única torre islámica de alquería de la Campiña cordobesa, en la autonomía de Andalucía, España. Fue declarada Bien de Interés Cultural en 1985.

## Historia

### Origen islámico
A pesar de que se conoce la existencia de otras torres de alquería en la zona gracias a los documentos relativos a la conquista cristiana del siglo XIII como Abentoxi, Beni Moda, Archia, del Adalit o de Aben Calez, la torre de Don Lucas sería la única conservada en la actualidad en la Campiña de Córdoba, a excepción de los cimientos de la torre de Albaén. Algunos autores como Sánchez Villaespesa han indicado que este tipo de fortificaciones que estaban ligadas a una alquería comienzan a tener presencia en la península ibérica durante la dominación del Imperio almohade en el siglo XII, hecho que tendría sentido al estar realizado en la técnica del tapial, típica de la época. Sin embargo, la alquería que rodeaba la torre podría ser anterior, debido a que se han hallado algunos restos arqueológicos pertenecientes al Emirato de Córdoba (siglos VIII-X), como una moneda con inscripciones con el año 808-809, lo que permitiría fecharla en el reinado del emir cordobés al-Hakam I, así como cerámica de tipo verde-manganeso; o a la época almorávide (siglo XI), debido a otra pieza numismática que se conserva actualmente en las colecciones arqueológicas del Ayuntamiento de La Carlota.

### Etapa cristiana
Tras la conquista cristiana de la Campiña en 1241 por Fernando III de Castilla, la fortificación ya aparece citada ese año como «torre de Don Lucas» en un documento en el que se delimita el alfoz de la recién conquistada ciudad de Córdoba. Según el autor Crespín Cuesta, este individuo llamado don Lucas sería el canónigo, prior y tesorero de la Mezquita-catedral de Córdoba, aunque no hay evidencias que aseguren este hecho. Asimismo, se desconoce su denominación en época islámica, aunque Crespín asegura que se trata de la «torre de Abenhance», tampoco existen datos seguros. El documento de 1241 sí indica que la mitad de la torre fue donada por el monarca castellano a la Orden de San Juan, y en crónicas posteriores como la de 1308 aparece como «cortijo de Don Lucas». Este cambio de propietarios a manos cristianas hizo que el núcleo de poblamiento se abandonara y el lugar acabara como mero paraje rural. En torno al año 1370 el Cabildo catedralicio decide vender la torre a Alfonso Fernández de Montemayor, adelantado mayor de la frontera y señor de Montemayor y Alcaudete, formándose el señorío de la Torre de Don Lucas, que pasó a manos de la Casa de los Ríos durante los próximos tres siglos debido al enlace matrimonial de Inés de Montemayor, nieta del adelantado, con Alonso de los Ríos y Bocanegra, VIII señor de Fernán Núñez.

### Culto mariano

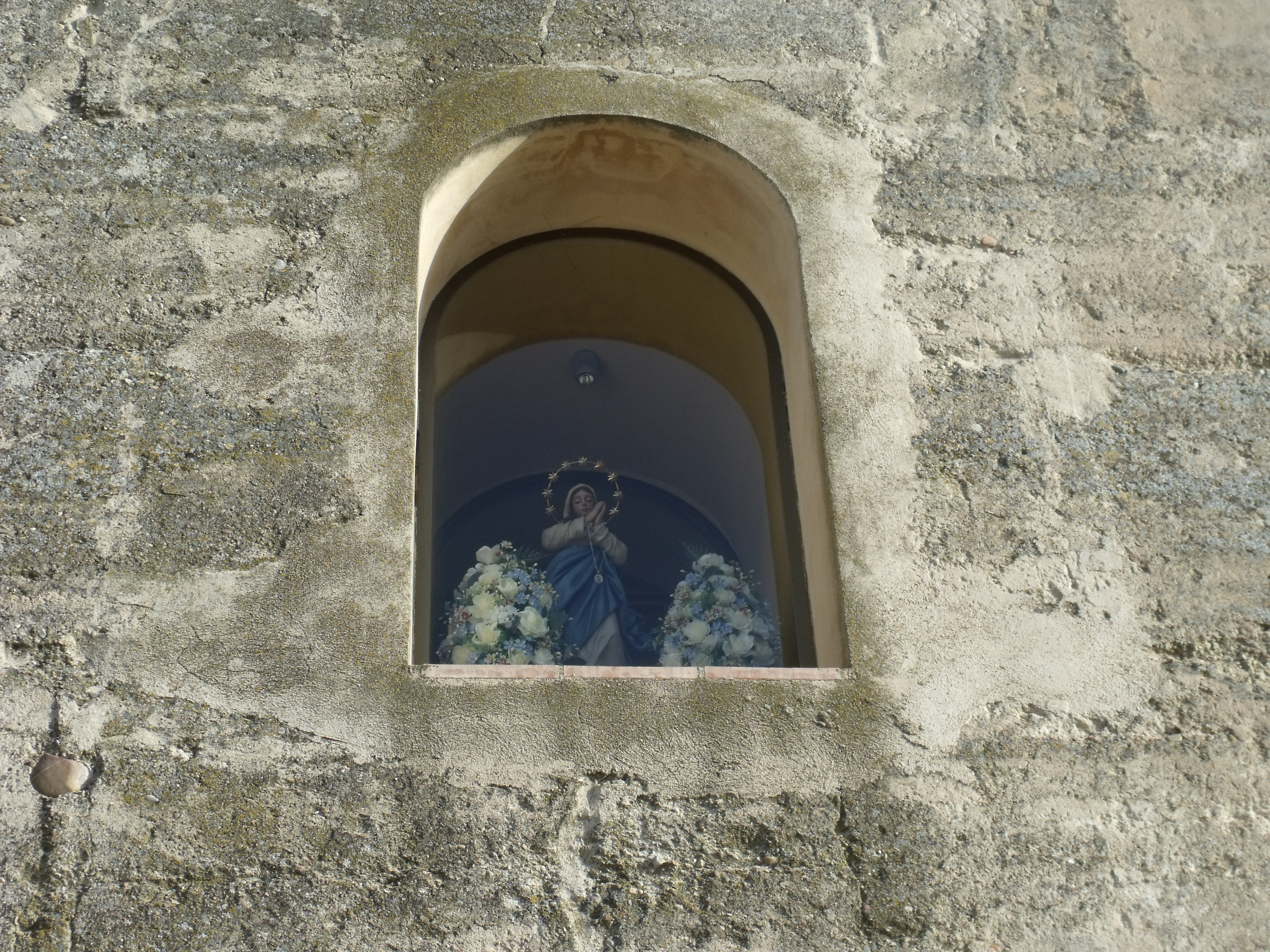
Camarín de la Virgen que fue ubicada en la torre en 1834, convirtiéndose en lugar de culto mariano.

Uno de los últimos señores de la torre decidió dividir sus terrenos entre sus cuatro vástagos, cayendo la fortaleza en manos de su hija, que era religiosa del desaparecido convento de la Concepción de Córdoba. Esta nueva propietaria quiso enmarcar una imagen de la Inmaculada Concepción en una de las aspilleras del bastión en 1834, que continúa actualmente en el mismo lugar. A ese año pertenecen las dos inscripciones que se colocaron en la torre y que indican que «El Ilmo. Señor D. Juan José Bonel, Obispo de Córdoba, concedió 40 días de indulgencia al que rezare una salve u ave maría, o algún verso de la letanía ante esta sagrada imagen de Nuestra Señora. Año de 1834». Se advierte, por tanto, un empeño por parte del episcopado cordobés en instalar un culto mariano y que tuviera éxito. Por su parte, la segunda inscripción dice: «Torre de la Purísima Concepción desde este día 1º de mayo de 1834, conosida en lo antiguo por la de Dn Lucas». La iglesia intentó cambiar su nombre, aunque fracasó, pues, como indica Crespín, ha seguido denominándose entre los habitantes del entorno con su nombre original.
Finalmente, fue enajenada durante la Desamortización española y el terreno fue parcelado y dividido. 

Cerca de esta villa [La Victoria] está la atalaya llamada Torre de Don Lucas que da nombre al cortijo en que se halla, y era del convento de Religiosas de la Concepción de Córdoba. Había en la torre una imagen de Ntra. Sra. a la cual encienden faroles por la noche y sirve como de faro a los que transitan por aquellos parages, y en ella se encuentra la fuente de que principalmente se surte la población. El cortijo tenía privilegio de villazgo juntamente con el inmediato de Vaneguillas.
Luis María Ramírez de las Casas-Deza

### Conservación
La fortaleza fue inscrita como Bien de Interés Cultural desde 1985 en la categoría de monumento, tal y como pasaron automáticamente todos los castillos a ser inscritos con la máxima protección. En 2005 la Junta de Andalucía realizó una restauración en la que se cegó la puerta de la primera planta y únicamente se puede acceder a través de unas escaleras hasta el camarín de la Virgen, además de consolidar en gran medida la estructura.